# Katharine Lane Weems

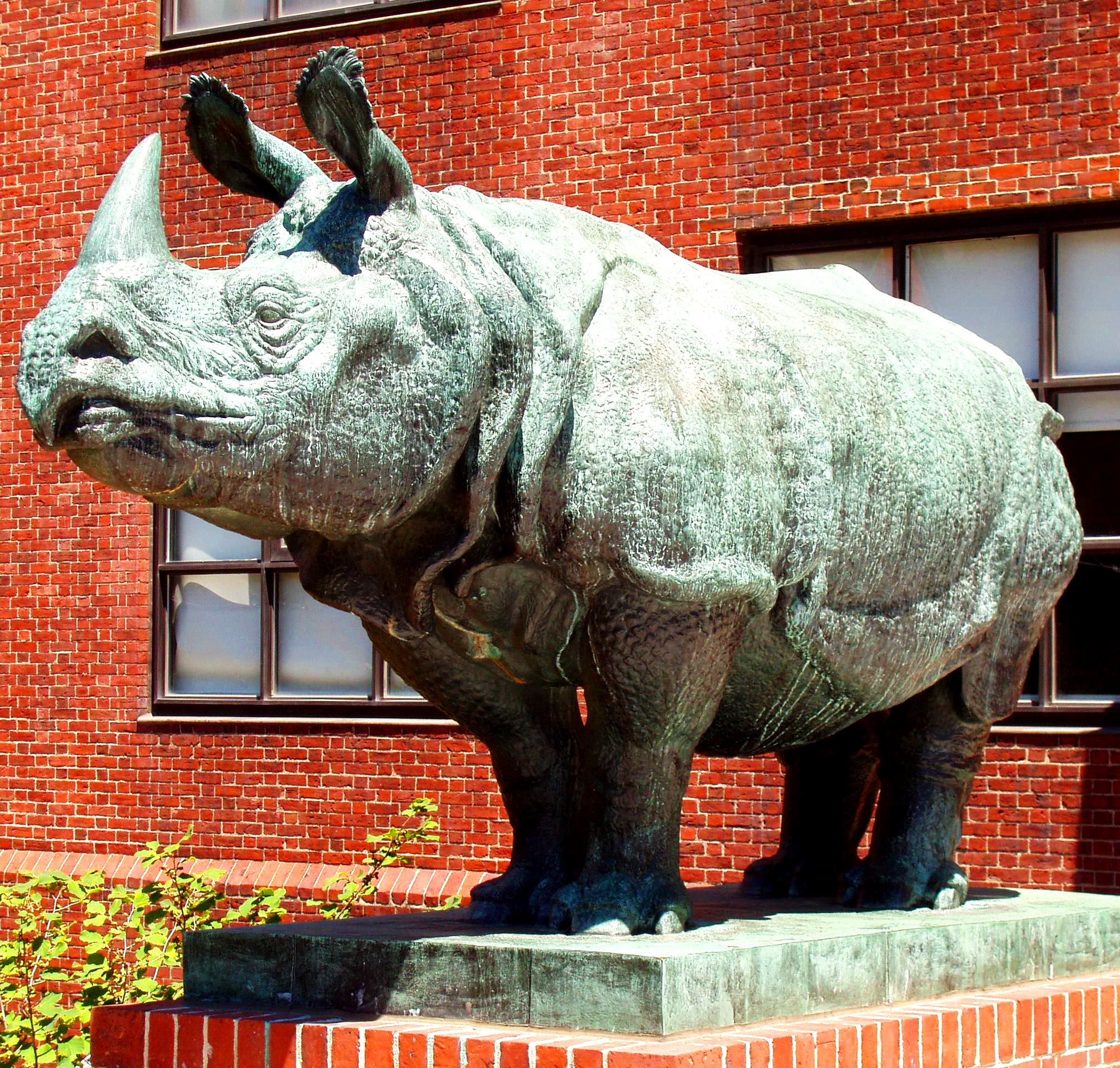
Bessie e Victoria

Katharine Lane Weems (22 de fevereiro de 1899 - 11 de fevereiro de 1989 foi uma escultora norte-americana famosa por seus retratos realistas de animais.
Weems nasceu Katharine Ward Lane em Boston, a única filha de Gardiner Martin e Emma Louise (Gildersleeve) Lane.

## Obras
As obras de Weems têm um lugar importante em muitos espaços públicos na área de Boston.